# ناکاجیما که‌ساگو
ناکاجیما که‌ساگو (انگلیسی: Kesago Nakajima؛ ۱۵ ژوئن ۱۸۸۱ – ۲۸ اکتبر ۱۹۴۵) فرد نظامی اهل ژاپن بود.